# Alpine (Oregon)
Alpine – jednostka osadnicza w Stanach Zjednoczonych, w stanie Oregon, w hrabstwie Benton.